# Рудолф Крчил
Рудолф Крчил (5. март 1906 — 3. април 1981) био је  бивши чешки фудбалер, а касније тренер.
Играо је за неколико клубова, укључујући Теплицер и Славију из Прага.
Одиграо је 20 утакмица за репрезентацију Чехословачке и био је учесник Светског првенства у фудбалу 1934. године, где је одиграо све четири утакмице.
Крчил је касније радио као фудбалски тренер, тренирајући између осталих Теплице.